# Nowe Gumino
Nowe Gumino – wieś sołecka w Polsce położona w województwie mazowieckim, w powiecie płońskim, w gminie Dzierzążnia. W roku 1995 został założony klub sportowy Błyskawica Gumino.
W latach 1975–1998 miejscowość administracyjnie należała do województwa ciechanowskiego.